# Sternflecksalmler
Der Sternflecksalmler (Pristella maxillaris, griechisch pristis „Säge“) oder auch Wasserstieglitz ist eine südamerikanische Salmlerart und war bis zum September 2019 der einzige Vertreter der Gattung Pristella. Wegen seiner attraktiven Farbgebung und seinen unkomplizierten Anforderungen an die Haltungsbedingungen wird er als Zierfisch in Aquarien gepflegt.

## Verbreitung und Lebensraum
Das Verbreitungsgebiet des Sternflecksalmlers erstreckt sich zwischen dem unteren Amazonas und dem Orinoko. Der Süßwasserfisch bewohnt hauptsächlich kleinere, stehende oder auch langsam fließende Gewässer im nördlichen Südamerika. Bevorzugt wird relativ warmes Wasser mit Temperaturen zwischen 24 und 28 Grad Celsius und eine dichte Vegetation.

## Erscheinung
Der Artname nimmt Bezug auf die vollständige Bezahnung des Maxillare, der Praemaxillare trägt außerdem eine Reihe unregelmäßiger, dreispitziger Zähne. Weibliche Sternflecksalmler erreichen eine Gesamtlänge von etwa 4,5 Zentimetern, die Männchen bleiben mit maximal 3,5 Zentimetern etwas kleiner. Der seitlich stark abgeflachte Körper ist durchscheinend gelblichgrün gefärbt und glänzt bei Lichteinfall silbrig. Ein auffälliger Schulterfleck ist von tiefschwarzer Farbe. Die Rücken-, After- und Bauchflossen tragen einen schwarzen Fleck, der zum Körper zitronengelb und zur Flossenspitze weiß abgegrenzt wird. Die Schwanzflosse ist bei deutlich gefärbten Tieren rötlich.
Die Geschlechter sind am etwas schlankeren Körperbau und der fehlenden oder undeutlichen Zeichnung von After- und Bauchflossen der Männchen unterscheidbar.
Anzahl der Flossenstrahlen: Dorsale 11, Anale 20–24

## Lebensweise
Der in Schwärmen lebende Sternflecksalmler ist friedfertig und ernährt sich hauptsächlich von kleinen Wirbellosen. Als Freilaicher betreiben die Tiere keine Brutpflege. Die Paarung erfolgt in den frühen Morgenstunden. Dabei gibt das Weibchen 300 bis 400 kleine, transparente Eier ab, gelegentlich sind auch bis zu 800 Eier möglich. Die Larven schlüpfen 24 bis 30 Stunden nach der Eiablage. Nach weiteren drei bis vier Tagen schwimmen sie frei.

## Systematik
Die Art wurde im Jahr 1894 durch den amerikanischen Biologen Albert B. Ulrey unter der Bezeichnung Aphyocarax maxillaris erstmals wissenschaftlich beschrieben. Im Jahr 1908 führte der  deutsch-amerikanische Ichthyologe Carl H. Eigenmann für die ein Jahr zuvor von Seth Eugene Meek beschrieben Art Holopristes riddlei die Gattung Pristella ein. Aphyocarax maxillaris wurde der Gattung Pristella zugeordnet und Holopristes riddlei erwies sich als Synonymbeschreibung von Pristella maxillaris, sodass die Gattung Pristella monotypisch war. Anfang September 2019 und im Mai 2021 wurden zwei weitere Pristella-Arten beschrieben. Pristella ariporo kommt in Kolumbien im Einzugsbereich des Río Meta vor und Pristella crinogi lebt in den brasilianischen Flüssen Rio Tocantins und im Rio São Francisco. Bei Hyphessobrycon axelrodi (Travassos, 1959) aus Trinidad, der einzigen Art der Gattung Hyphessobrycon die ausschließlich konische Zähne besitzt, handelt es sich möglicherweise um eine vierte Pristella-Art. In der Salmlerfamilie Acestrorhamphidae gehört die Gattung Pristella zur Unterfamilie Pristellinae.